# Liste der Biografien/Came
Liste der Biografien |
Portal Biografien |
Personensuche
# |
A |
B |
C |
D |
E |
F |
G |
H |
I |
J |
K |
L |
M |
N |
O |
P |
Q |
R |
S |
T |
U |
V |
W |
X |
Y |
Z |
?
 
Ca |
Cb |
Cc |
Ce |
Ch |
Ci |
Cj |
Ck |
Cl |
Cm |
Cn |
Co |
Cr |
Cs |
Ct |
Cu |
Cv |
Cw |
Cy |
Cz
 
Caa–Cag |
Cah |
Cai |
Caj |
Cak |
Cal |
Cam |
Can |
Cao–Cap |
Caq |
Car |
Cas |
Cat–Caz
 
Cama |
Camb |
Camc |
Camd |
Came |
Cami |
Camk |
Caml |
Camm |
Camn |
Camo |
Camp |
Camr |
Cams |
Camt |
Camu
Die Liste der Biografien führt alle Personen auf, die in der deutschsprachigen Wikipedia einen Artikel haben. Dieses ist eine Teilliste mit 201 Einträgen von Personen, deren Namen mit den Buchstaben „Came“ beginnt.

## Came

### Camej
- Camejo, Ibrahim (* 1982), kubanischer Weitspringer
- Camejo, Pedro († 1821), Kavallerieleutnant in der Befreiungsarmee, Adjutant und Leibwächter von José Antonio Paez
- Camejo, Peter (1939–2008), US-amerikanischer Politiker und Umweltschützer

### Camel
- Camel, François (1893–1941), französischer Politiker und Résistancekämpfer
- Camel, Marvin (* 1951), US-amerikanischer Boxer
- Camélat, Michel (1871–1962), französischer Schriftsteller okzitanischer Sprache
- Camelbeeck, Pierre (* 1989), belgischer Eishockeyspieler
- Camelbeeck, Vincent (* 1986), belgischer Eishockeyspieler
- Cameli, Belmont (* 1998), US-amerikanischer Schauspieler und ModelBelmont Cameli (* 1998)

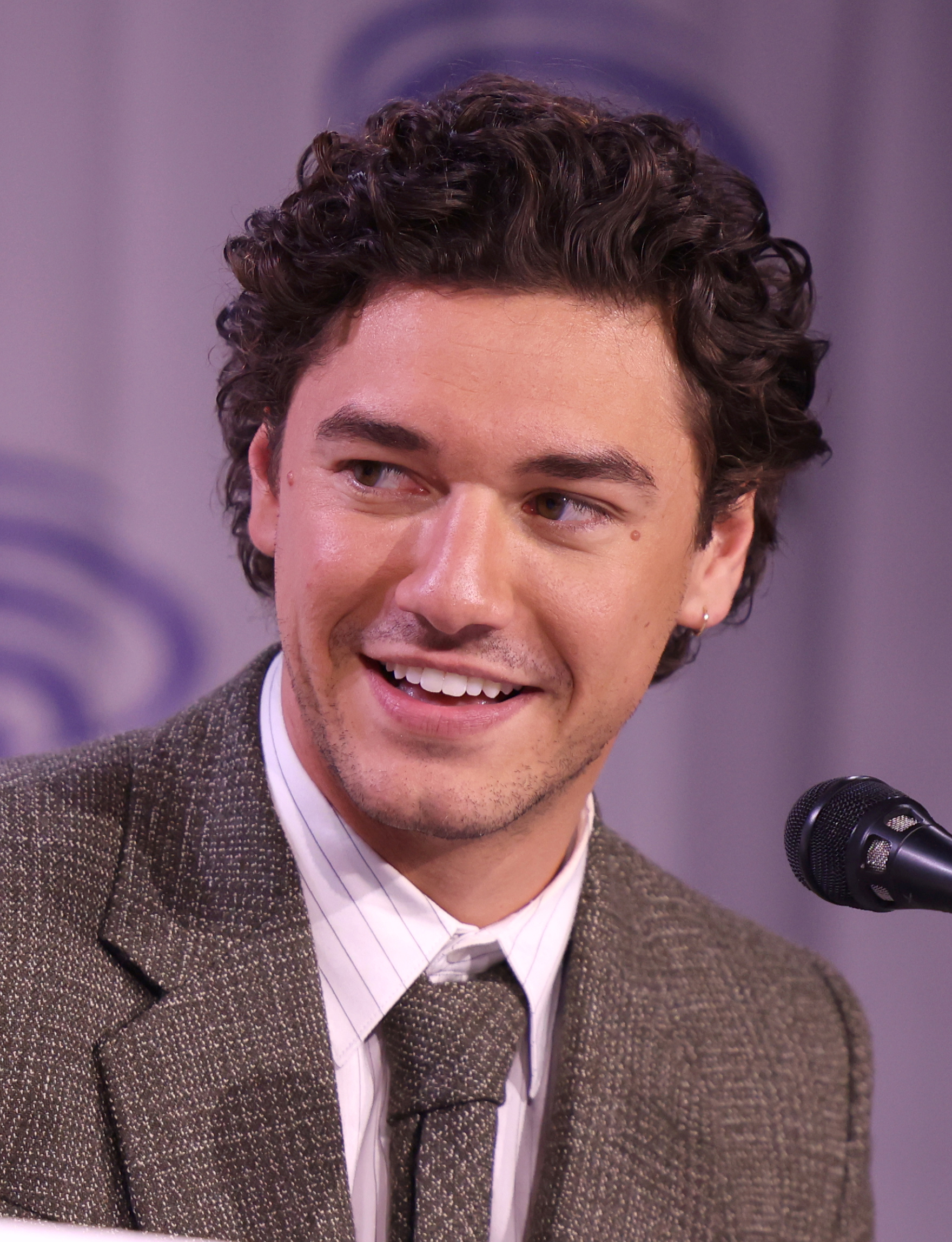
Belmont Cameli (* 1998)

- Cameli, Gladson (* 1978), brasilianischer Politiker, Gouverneur von Acre
- Cameli, Orleir Messias (1949–2013), brasilianischer Unternehmer und Politiker
- Camelia-Römer, Suzy (* 1959), Politikerin der Niederländischen Antillen
- Camelin, Auguste (* 1880), französischer Wasserballspieler
- Camelin, Barthélemy († 1637), französischer römisch-katholischer Geistlicher und Bischof
- Camelin, Pierre (1579–1654), französischer römisch-katholischer Geistlicher, Titularbischof und Bischof
- Camell, Jordi (* 1959), katalanischer klassischer Pianist und Musikpädagoge
- Camellini, Fermo (1914–2010), italienisch-französischer Radrennfahrer
- Camello, Sergio (* 2001), spanischer Fußballspieler
- Camelo, Abel Ribeiro (1902–1966), brasilianischer Geistlicher, römisch-katholischer Bischof von Goiás
- Camelo, Rafaela (* 1985), brasilianische Regisseurin, Drehbuchautorin und Filmproduzentin

### Camen
- Camen (* 1974), Schweizer Soulsänger und Songwriter
- Camener, Timan, deutscher Schulleiter und Schriftsteller
- Camenisch, Arno (* 1978), Schweizer SchriftstellerArno Camenisch (* 1978)

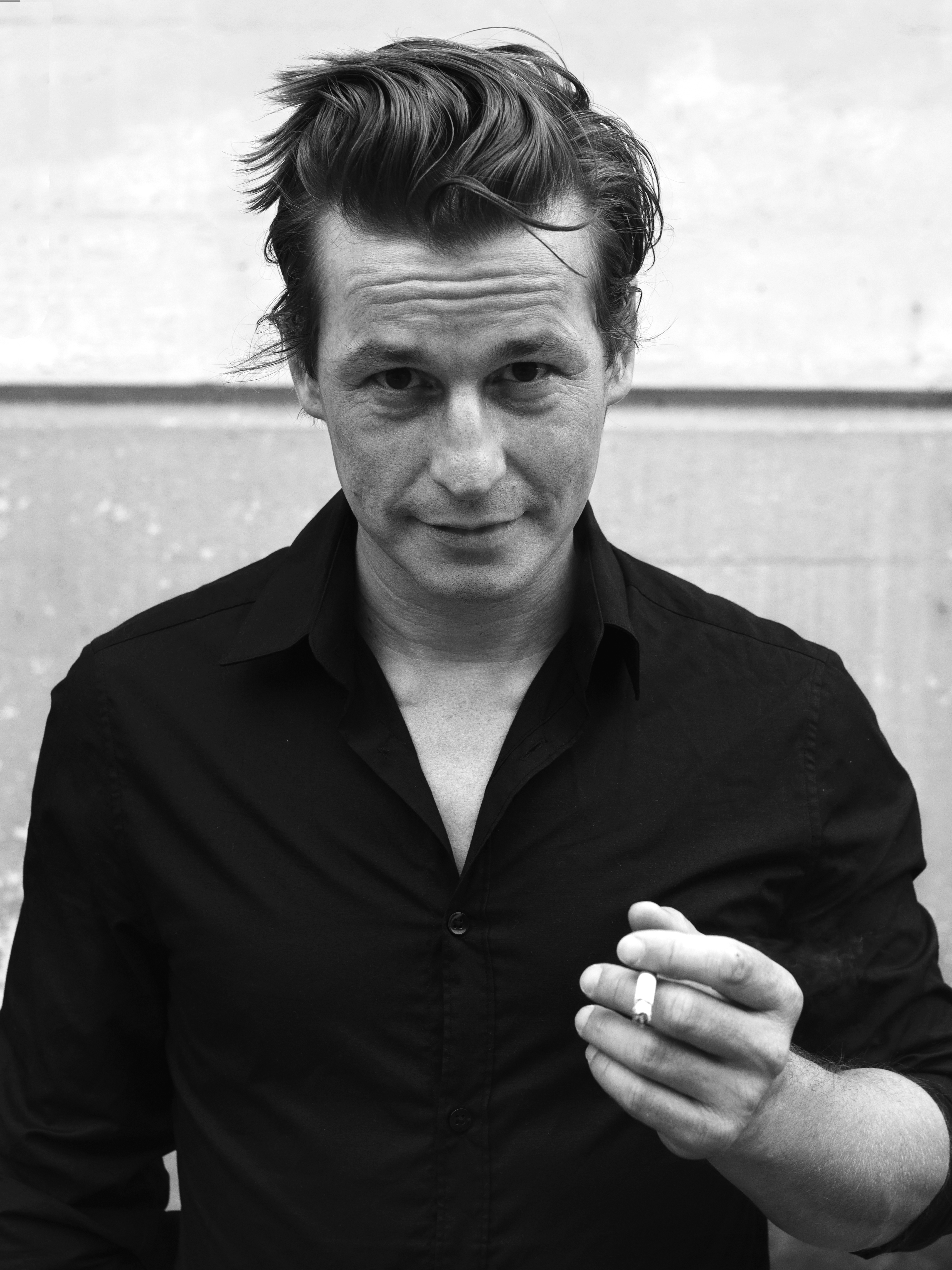
Arno Camenisch (* 1978)

- Camenisch, Carl (1874–1956), Schweizer reformierter Pfarrer und Historiker
- Camenisch, Christine (* 1956), Schweizer Künstlerin
- Camenisch, Emil (1874–1958), Schweizer reformierter Pfarrer und Kirchenhistoriker
- Camenisch, Luigi (1919–2011), Schweizer Architekt
- Camenisch, Marco (* 1952), Schweizer Ökoterrorist
- Camenisch, Nina (1826–1912), Schweizer Dichterin und Schriftstellerin
- Camenisch, Paul (1893–1970), Schweizer Architekt, Zeichner und Maler
- Camenisch, Reto (* 1958), Schweizer Fotograf
- Camenisch, Richard (1837–1904), Schweizer Anwalt und Politiker
- Camenșcic, Alexandra (* 1988), moldauische Biathletin
- Camenzind, Alberto (1914–2004), Schweizer Architekt und Professor an der ETH Zürich
- Camenzind, Alois (* 1948), Schweizer Jurist, Anwalt und Verwaltungsrat
- Camenzind, Andreas (* 1982), australisch-schweizerischer Eishockeyspieler
- Camenzind, Anton (1825–1888), Schweizer Politiker
- Camenzind, Hans R. (1934–2012), Schweizer Mikrochip-Entwickler und Unternehmer
- Camenzind, Josef Maria (1904–1984), Schweizer katholischer Geistlicher und Schriftsteller
- Camenzind, Margrit (* 1939), Schweizer Politikerin (CVP)
- Camenzind, Oscar (* 1971), Schweizer RadrennfahrerOscar Camenzind (* 1971)

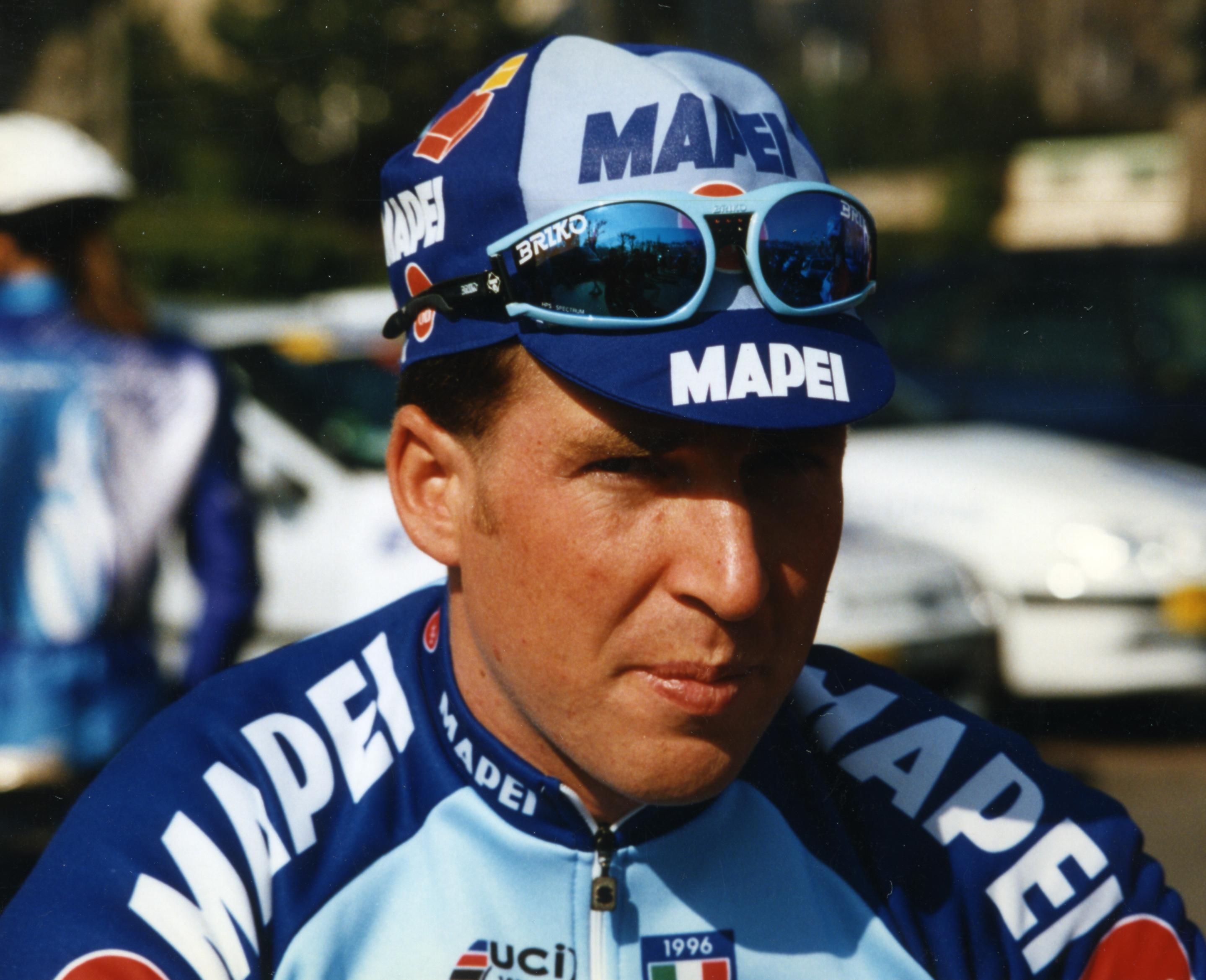
Oscar Camenzind (* 1971)

- Camenzind, Peter (* 1951), Schweizer Langstreckenläufer
- Camenzind, Roman (* 1976), Schweizer Musiker und Musikproduzent
- Camenzind, Urban (* 1965), Schweizer Politiker, Landammann von Uri
- Camenzuli, Lisa (* 1977), maltesische Tennisspielerin
- Camenzuli, William (* 1979), maltesischer Fußballspieler

### Camer
- Camera, Benedetto Maria della (1837–1926), italienischer römisch-katholischer Geistlicher und Weihbischof in Cerreto Sannita
- Cámera, Francisco (* 1944), uruguayischer Fußballspieler
- Cameranesi, Dani (* 1995), US-amerikanische Eishockeyspielerin
- Camerano, Lorenzo (1856–1917), italienischer Naturforscher
- Camerarius, Alexander (1696–1736), deutscher Mediziner, Hochschullehrer und Inspektor des Botanischen Gartens der Universität Tübingen
- Camerarius, Elias (1673–1734), deutscher Mediziner, Hochschullehrer und Leibarzt des Herzogs von Württemberg
- Camerarius, Elias Rudolf (1641–1695), deutscher Mediziner, Hochschullehrer und Leibarzt des Herzogs von Württemberg (1672)
- Camerarius, Heinrich (1547–1601), deutscher Rechtsgelehrter
- Camerarius, Joachim der Ältere (1500–1574), deutscher Humanist, Universalgelehrter und DichterJoachim Camerarius der Ältere (1500–1574)

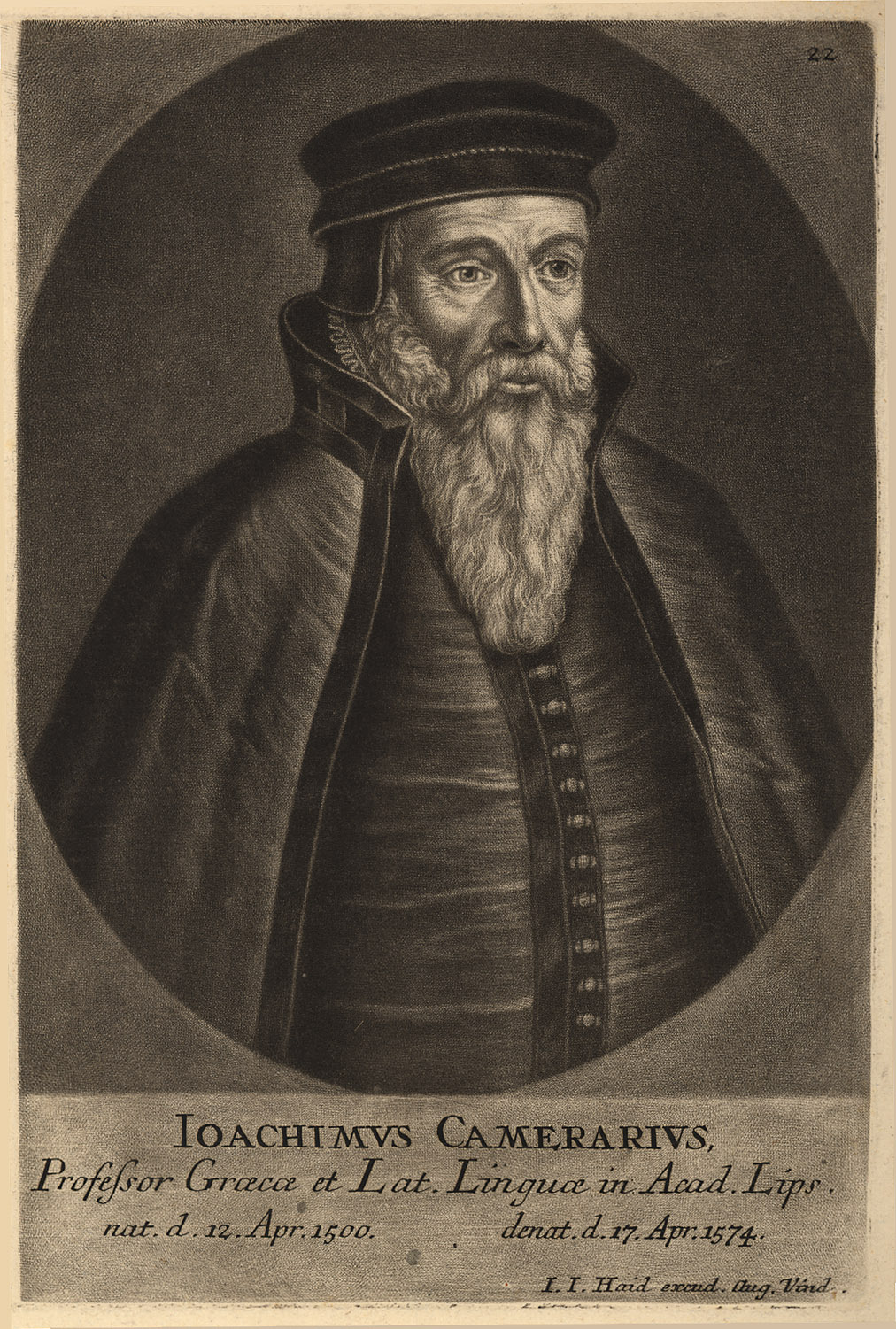
Joachim Camerarius der Ältere (1500–1574)

- Camerarius, Joachim der Jüngere (1534–1598), deutscher Arzt, Botaniker und Naturforscher
- Camerarius, Ludwig (1573–1651), pfälzisch-schwedischer Staatsmann, Rechtsgelehrter und Gesandter, Chef der Exilregierung Friedrichs V. in Den Haag
- Camerarius, Philipp (1537–1624), deutscher Rechtsgelehrter und Polyhistor
- Camerarius, Rudolf Jacob (1665–1721), deutscher Botaniker und Mediziner
- Camerer, Colin (* 1959), US-amerikanischer Ökonom
- Camerer, Ernst (1836–1919), deutscher Rechtsanwalt und Vereinsfunktionär
- Camerer, Friedrich von (1803–1863), deutscher Richter und Politiker
- Camerer, Johann Friedrich (1720–1792), deutscher Dramatiker, Jurist, Gerichtsoffizier, Hobby-Archäologe und Volkskundler
- Camerer, Johann Wilhelm (1763–1847), deutscher protestantischer Theologe, Mathematiker, Astronom und Mathematikhistoriker
- Camerer, Karl Adolf (1823–1893), deutscher Verwaltungsjurist
- Camerer, Karl von (1801–1863), deutscher Jurist und Politiker
- Camerer, Luitgard (1938–2022), deutsche Bibliothekarin, Direktorin der Stadtbibliothek Braunschweig
- Camerer, Rudolf (1869–1921), deutscher Maschinenbauingenieur und Hochschullehrer
- Camerer, Wilhelm (1842–1910), deutscher Arzt und Physiologe
- Camerin, Maria Elena (* 1982), italienische Tennisspielerin
- Camerini, Augusto (1894–1972), italienischer Maler, Zeichner und Filmregisseur
- Camerini, Duccio (* 1961), italienischer Theaterautor, Schauspieler, Filmregisseur und Drehbuchautor
- Camerini, Mario (1895–1981), italienischer Drehbuchautor und Regisseur
- Camerlengo, Pasquale (* 1966), italienischer Eiskunstläufer
- Camerling, Basile (* 1987), französischer Fußballspieler
- Camerloher, Johann Gregor von (1720–1785), deutscher Violoncellist am Hofe in München
- Camerloher, Placidus von (1718–1782), deutscher Komponist der Vorklassik
- Camerlohr, Josef von (1819–1851), deutscher Porträt- und Genremaler sowie Zeichner
- Camero, Cándido (1921–2020), kubanischer Perkussionist
- Cameron Bure, Candace (* 1976), US-amerikanische Schauspielerin, Produzentin und frühere KinderdarstellerinCandace Cameron Bure (* 1976)

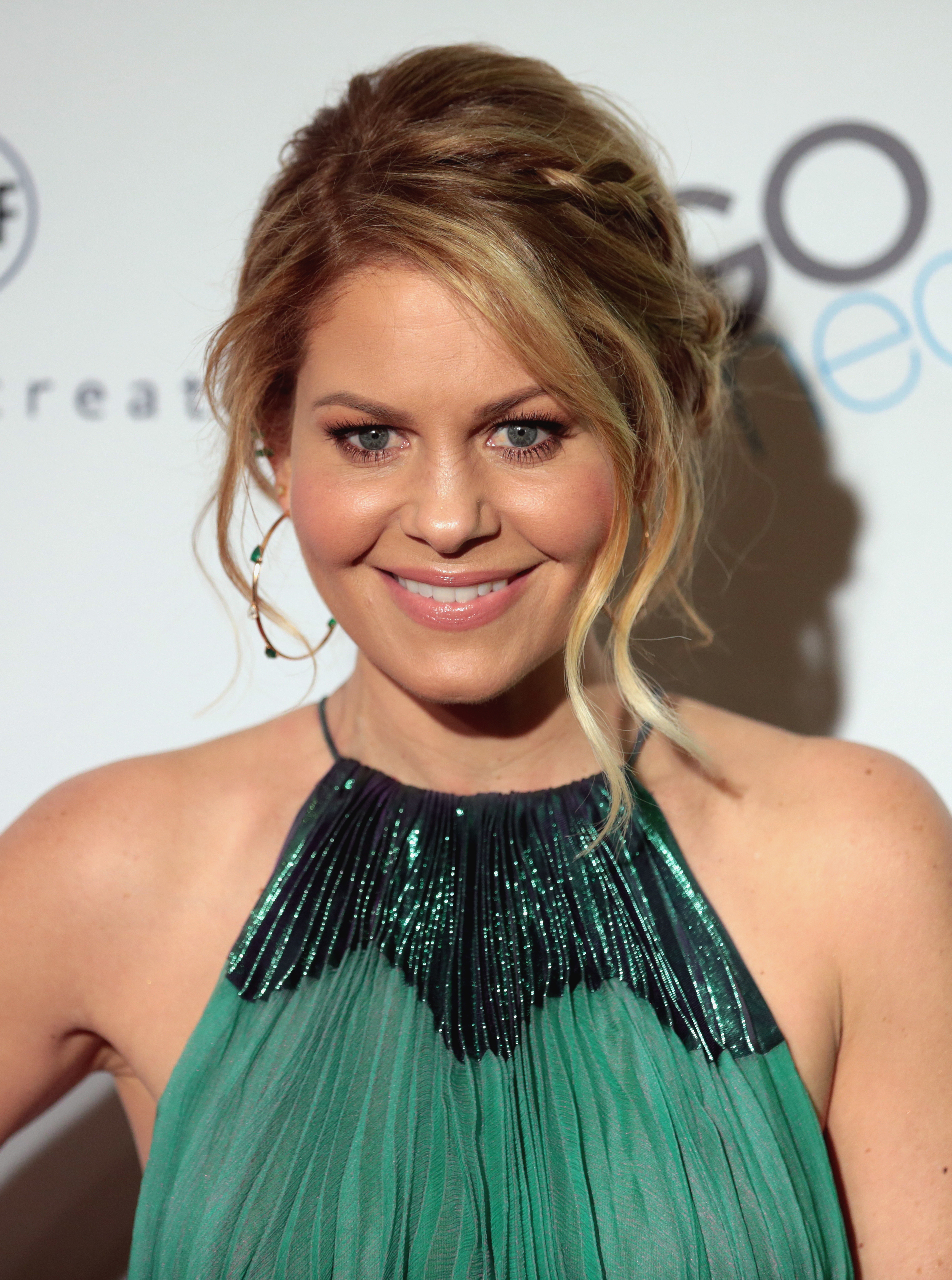
Candace Cameron Bure (* 1976)

- Cameron of Lochiel, Donald Angus (1946–2023), 27. Chief von Clan Cameron
- Cameron of Lochiel, John (1663–1747), schottischer Jakobit
- Cameron, Al (* 1955), kanadischer Eishockeyspieler
- Cameron, Alan (1938–2017), britischer Klassischer Philologe, Althistoriker und Byzantinist
- Cameron, Alastair (1925–2005), kanadischer Astrophysiker
- Cameron, Alex (* 1988), australischer Singer-Songwriter
- Cameron, Allan (* 1944), britischer Filmarchitekt
- Cameron, Angus (1826–1897), US-amerikanischer Politiker
- Cameron, Anne (1938–2022), kanadische Schriftstellerin und Drehbuchautorin
- Cameron, Archibald (1902–1964), britischer Altphilologe
- Cameron, Averil (* 1940), britische Althistorikerin und Byzantinistin
- Cameron, Basil (1884–1975), englischer Geiger und Dirigent
- Cameron, Bert (* 1959), jamaikanischer Sprinter
- Cameron, Brittany (* 1986), US-amerikanische Fußballspielerin
- Cameron, Chantelle (* 1991), britische Boxerin
- Cameron, Charles († 1812), britischer Architekt
- Cameron, Charles Duncan (1825–1870), britischer Offizier und Konsul von Abessinien
- Cameron, Clyde (1913–2008), australischer Politiker
- Cameron, Cody (* 1970), US-amerikanischer Synchronsprecher, Drehbuchautor und Filmregisseur
- Cameron, Colin (* 1972), schottischer Fußballspieler
- Cameron, Collin (* 1988), kanadischer Parasportler
- Cameron, Dane (* 1988), US-amerikanischer Autorennfahrer
- Cameron, Daniel (* 1985), amerikanischer Politiker (Republikanische Partei)
- Cameron, Dave (* 1958), kanadischer Eishockeyspieler und -trainer
- Cameron, David (1933–2012), britischer Schauspieler und RegisseurDavid Cameron (1933–2012)

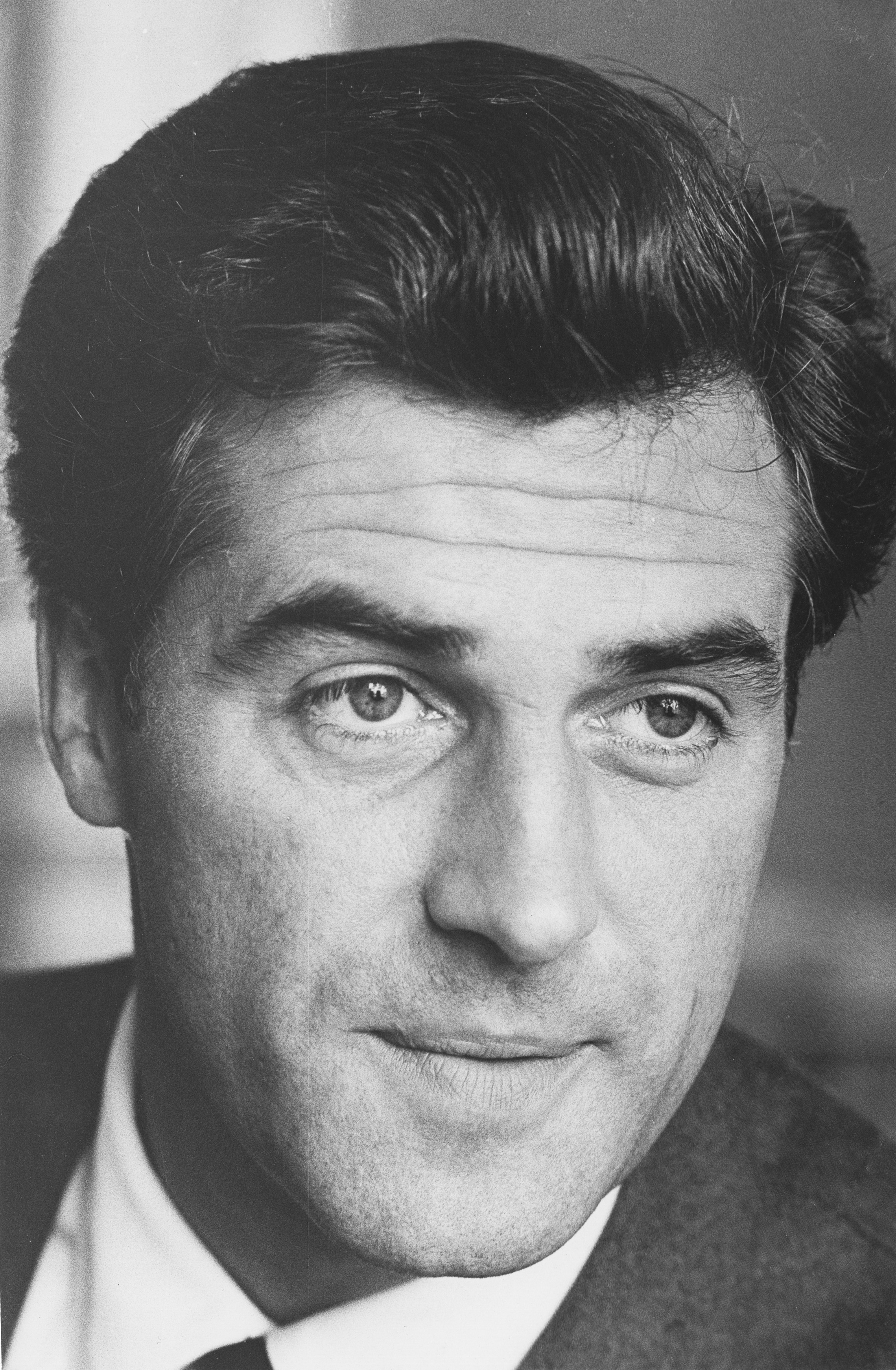
David Cameron (1933–2012)

- Cameron, David (* 1966), britischer Politiker, Premierminister des Vereinigten Königreichs
- Cameron, David (* 1969), kanadischer Dartspieler
- Cameron, David Young (1865–1945), schottischer Maler und Radierer
- Cameron, Debbie (* 1958), US-amerikanische Sängerin
- Cameron, Donald Charles (1872–1948), britischer Kolonialgouverneur von Tanganjika und Nigeria
- Cameron, Donald Charles (1879–1960), australischer Politiker
- Cameron, Donald Ewen (1901–1967), schottisch-amerikanischer Psychiater, der zuletzt vor allem in Kanada arbeitete
- Cameron, Douglas (1902–1972), britischer Cellist und Musikpädagoge
- Cameron, Douglas Colin (1854–1921), kanadischer Politiker, und Unternehmer, Vizegouverneur von Manitoba
- Cameron, Dove (* 1996), US-amerikanische Schauspielerin und SängerinDove Cameron (* 1996)

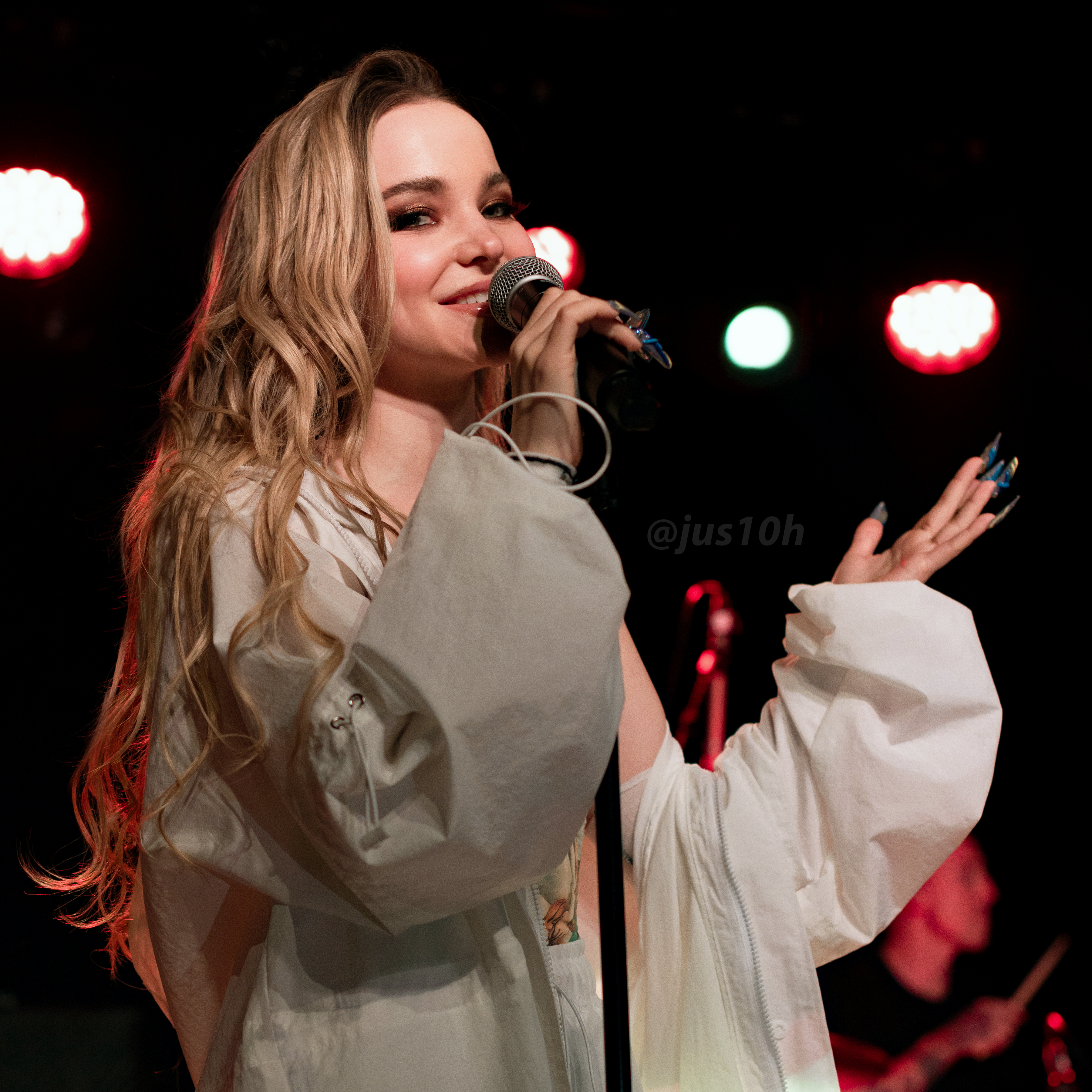
Dove Cameron (* 1996)

- Cameron, Duncan († 1848), kanadischer Fellhändler, Politiker
- Cameron, Duncan (1837–1916), schottischer Maler
- Cameron, Duncan (* 1971), britischer Autorennfahrer
- Cameron, Dustin (* 1989), kanadischer Eishockeyspieler
- Cameron, Dwayne (* 1981), neuseeländischer Schauspieler
- Cameron, Earl (1917–2020), britisch-bermudischer Schauspieler
- Cameron, Edward John (1858–1947), britischer Kolonial-Administrator
- Cameron, Edwin (* 1953), südafrikanischer Jurist, Richter am Verfassungsgericht und AIDS-Aktivist
- Cameron, Etta (1939–2010), dänische Jazz-SängerinEtta Cameron (1939–2010)

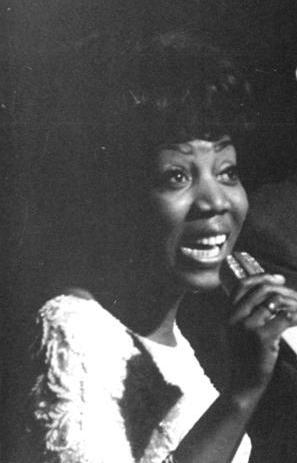
Etta Cameron (1939–2010)

- Cameron, Evelyn (1868–1928), US-amerikanische Fotografin und Tagebuchschreiberin
- Cameron, Ewan (1922–1991), schottischer Chirurg
- Cameron, Ewen, Baron Cameron of Dillington (* 1949), britischer Grundbesitzer und Life Peer
- Cameron, Geoff (* 1985), US-amerikanischer Fußballspieler
- Cameron, George G. (1905–1979), US-amerikanischer Altorientalist
- Cameron, George H. (1861–1944), Generalmajor der US Army
- Cameron, Guy N. (* 1942), US-amerikanischer Mammaloge
- Cameron, Harry (1890–1953), kanadischer Eishockeyspieler
- Cameron, Heather (* 1969), britische Sozialwissenschaftlerin
- Cameron, Hilda (1912–2001), kanadische Leichtathletin
- Cameron, Hugh (* 1953), britischer Radrennfahrer
- Cameron, Ian (1924–2018), britischer Schriftsteller
- Cameron, Innes (* 2000), schottischer Fußballspieler
- Cameron, Isaac B. (1851–1930), US-amerikanischer Politiker (Republikanische Partei)
- Cameron, Jack (1902–1981), kanadischer Eishockeytorwart
- Cameron, James († 1875), schottischer Handwerker-Missionar in Madagaskar
- Cameron, James (* 1954), kanadischer RegisseurJames Cameron (* 1954)

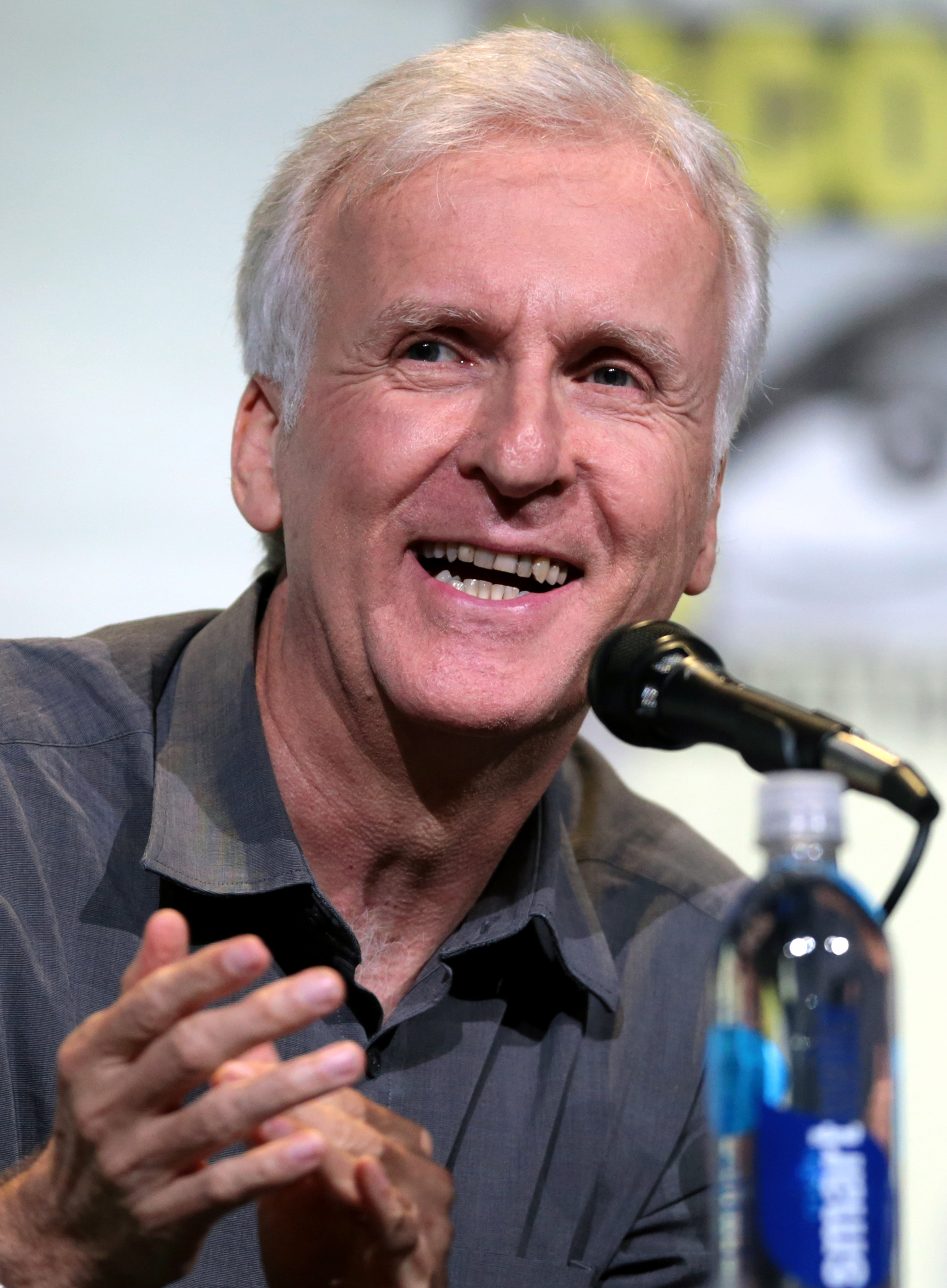
James Cameron (* 1954)

- Cameron, James Donald (1833–1918), US-amerikanischer Politiker (Republikanische Partei)
- Cameron, Jay (1928–2001), US-amerikanischer Jazz-Altsaxophonist und Baritonsaxophonist des Modern Jazz
- Cameron, Jeff (1934–1985), italienischer Schauspieler
- Cameron, Jessica, kanadische Schauspielerin und Filmregisseurin
- Cameron, Jessie (1883–1968), britische Mathematikerin
- Cameron, Jim (* 1941), US-amerikanischer Jazzmusiker (Saxophon)
- Cameron, Jock (1905–1935), südafrikanischer Cricketspieler
- Cameron, John (1886–1953), kanadischer Hammerwerfer
- Cameron, John (* 1944), englischer Komponist
- Cameron, John Brewer (1843–1897), australischer Landvermesser und Entdecker
- Cameron, Julia Margaret (1815–1879), britische Fotografin
- Cameron, Katharine (1874–1965), schottische Künstlerin, Aquarellistin und Druckgrafikerin
- Cameron, Kenneth D. (* 1949), US-amerikanischer Astronaut
- Cameron, Kenneth, Baron Cameron of Lochbroom (1931–2025), britischer Jurist und Life Peer
- Cameron, Kirk (* 1970), US-amerikanischer SchauspielerKirk Cameron (* 1970)

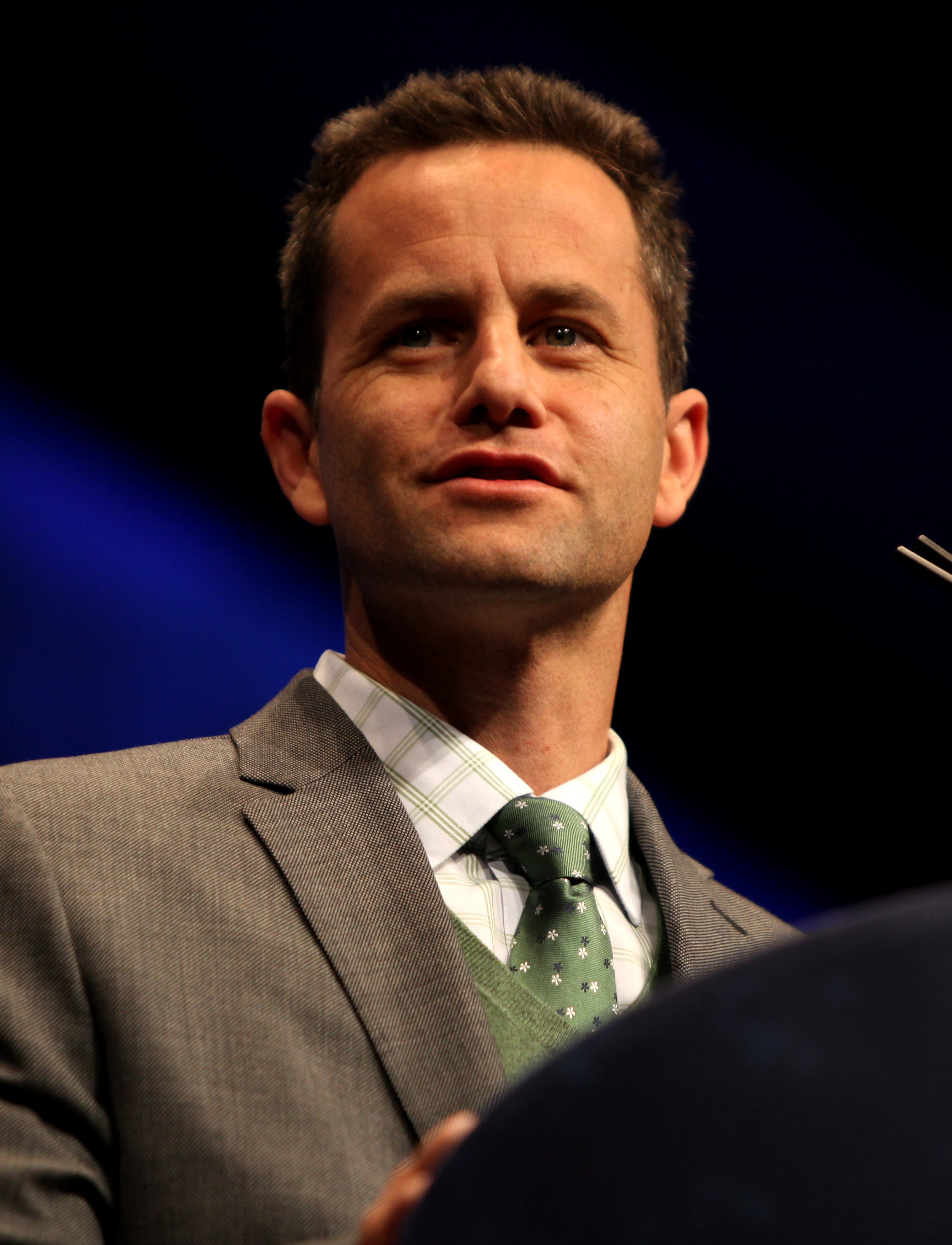
Kirk Cameron (* 1970)

- Cameron, Lisa (* 1972), schottische Politikerin
- Cameron, Lloydricia (* 1996), jamaikanisch-US-amerikanische Kugelstoßerin
- Cameron, Lyall (* 2002), schottischer Fußballspieler
- Cameron, Lynn (* 1979), schottische Curlerin
- Cameron, Malcolm (1873–1954), britischer Schiffsarzt und Koleopterologe
- Cameron, Mark (* 1952), US-amerikanischer Gewichtheber
- Cameron, Matt (* 1962), US-amerikanischer Musiker
- Cameron, Michelle (* 1962), kanadische Synchronschwimmerin
- Cameron, Nandelle (* 1983), Leichtathletin aus Trinidad und Tobago
- Cameron, Neil (1920–1985), britischer Luftmarschall
- Cameron, Paul (* 1939), US-amerikanischer Psychologe
- Cameron, Paul (* 1958), kanadischer Kameramann
- Cameron, Pero (* 1974), neuseeländischer Basketballspieler und -trainer
- Cameron, Peter (1847–1912), britischer Entomologe
- Cameron, Peter (* 1947), australischer Mathematiker
- Cameron, Peter (* 1959), amerikanischer Schriftsteller
- Cameron, Ralph H. (1863–1953), US-amerikanischer Politiker (Republikanische Partei)
- Cameron, Robina Thomson (1892–1971), neuseeländische Krankenschwester und Pflegeinspektor
- Cameron, Rod (1910–1983), kanadischer Schauspieler
- Cameron, Ronald B. (1927–2006), US-amerikanischer Politiker
- Cameron, Roy (1899–1966), australischer Pathologe
- Cameron, Ruth (1947–2021), US-amerikanische Jazzsängerin und Musikproduzentin
- Cameron, Samantha (* 1971), britische PremierministergattinSamantha Cameron (* 1971)

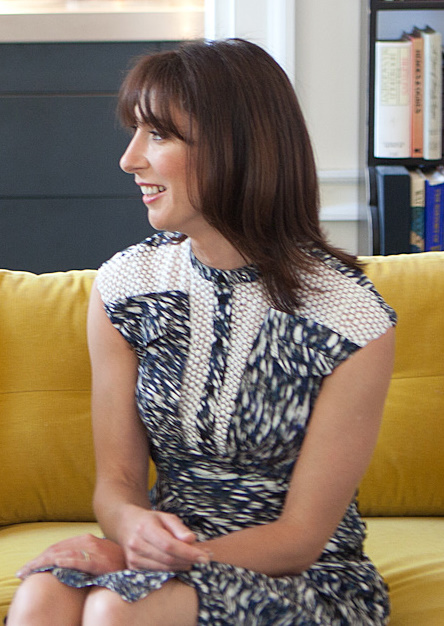
Samantha Cameron (* 1971)

- Cameron, Shane (* 1977), neuseeländischer Boxer im Schwergewicht
- Cameron, Simon (1799–1889), US-amerikanischer Politiker
- Cameron, Tiffany (* 1991), kanadische Fußballspielerin
- Cameron, Tracy (* 1975), kanadische Ruderin
- Cameron, Verney Lovett (1844–1894), englischer Afrikaforscher
- Cameron, William E. (1842–1927), US-amerikanischer Politiker
- Cameron, William J. (1878–1955), kanadisch-amerikanischer Journalist, Pressesprecher Henry Fords
- Cameroni, Giuliano (* 1997), Schweizer Sportkletterer und Boulderer
- Camerota, Alisyn (* 1966), amerikanische Fernsehjournalistin
- Camerota, Brett (* 1985), US-amerikanischer Nordischer Kombinierer
- Camerota, Eric (* 1985), US-amerikanischer Nordischer Kombinierer
- Camerun, Romy (* 1964), deutsche Jazz-Sängerin und Pianistin

### Cames
- Camesasca, Anton (1792–1840), deutscher Politiker, MdL Großherzogtum Hessen
- Camesasca, Peter (1798–1859), deutscher Verwaltungsbeamter und Politiker, MdL Großherzogtum Hessen
- Cameselle, Pablo (* 1970), spanisch-argentinischer Opernsänger (Tenor)
- Camesi, Gianfredo (* 1940), Schweizer Maler und Bildhauer
- Camesina de San Vittore, Gisela von (1865–1931), österreichische Pädagogin und Publizistin
- Camesina, Albert (1806–1881), österreichischer Grafiker und Heimatforscher
- Camesina, Alberto (1675–1756), Stuckateur des Barock
- Camessina, Giovanni Battista (1642–1724), schweizerischer Barockarchitekt

### Camet
- Camet, Carmelo (1904–2007), argentinischer Florettfechter
- Camet, Francisco (1876–1931), argentinischer Fechter